# وب (آلاباما)
وب (به انگلیسی: Webb) شهرکی در شهرستان هوستون ایالت آلاباما است که مساحت آن ۲۹٫۵۲ کیلومترمربع است و در سرشماری سال ۲۰۱۰ میلادی، ۱٬۴۳۰ نفر جمعیت داشته و تراکم جمعیتی آن، ۴۸٫۴۴ نفر در کیلومترمربع بوده است.